# Heavy Metal (журнал)
Heavy Metal (с англ. — «Тяжёлый металл») — американский журнал для взрослой аудитории, публикующий комиксы и рассказы в жанрах фэнтези и научной фантастики. Начав выходить в апреле 1977 года, публиковал переведённые с французского языка работы художников Энки Билала, Жана Жиро (известного как Mœbius), Philippe Druillet (фр.), Мило Манара и Philippe Caza (фр.), опубликованные до этого во французском журнале «Métal hurlant» (фр.), издававшемся с декабря 1974 года.

## История
В середине 1970-х, издателю Леонарду Могелу (англ. Leonard Mogel), пока он пребывал в Париже, открывая французскую редакцию журнала National Lampoon, пришла в голову идея о создании фэнтезийного журнала комиксов для взрослых Métal Hurlant (рус. Воющий металл). По приезде в Америку зарегистрировал журнал и назвал его Heavy Metal. Первое издание вышло в апреле 1977 году и представило американским читателям работы лучших европейских художников. Издание стало магнитом, собравшим вокруг себя лучших мастеров-создателей комиксов, как европейских так и американских.

В конце 1991 журнал был куплен Кевином Истманом, одним из создателей «Черепашек Ниндзя». Он опять обратился к публикации работ как признанных художников, так и начинающих, что вдохнуло в издание новую силу.

## Художники
Журнал Heavy Metal публикует качественные авторские комиксы, над которыми работали такие известные художники как Энки Билал, Жан Жиро (Mœbius), Philippe Druillet, Maurilio Manara, Philippe Caza, Tanino Liberatore, Paolo Eleuteri Serpieri, Juan Giménez, Luis Royo, Vaughn Bodé, Richard Corben, Berni Wrightson, Frank Frazetta, Olivia de Berardinis, Esteban Maroto, братья Хильдебрант, Julie Bell, Pepe Moreno, Matt Howarth, Борис Вальехо, Simon Bisley, Lorenzo Sperlonga, Oscar Chichoni, Koveck, Alex Horley.

## Редакторы
Первыми редакторами издания были Шон Келли (англ. Sean Kelly) и Валери Маршан (англ. Valerie Marchant). Арт-директор и дизайнер Джон Воркман (англ. John Workman) принес в журнал свой опыт работы в DC Comics и других изданиях.

## Кинофильмы

### Heavy Metal: The Movie
В 1980 году у Могела возникла идея создать анимационный фильм, основываясь на материалах журнала Heavy Metal. В феврале он пригласил Ивена Реитмана (англ. Ivan Reitman) возглавить работы по созданию фильма. В качестве сценаристов он пригласил Дэна Голдберга (англ. Dan Goldberg), и Лена Блума (англ. Len Blum). В основу были положены идеи комиксов Ричарда Корбена (англ. Richard Corben) «Den», Берни Райтстон (англ. Berni Wrightson) «Captain Stern», и Ангус МаКки (англ. Angus Mckie) «So Beautiful, So Dangerous». Под присмотром режиссёра Джеральда Поттертона начала работу армия из более 1000 аниматоров и вспомогательного персонала — которая расположилась в 5 городах — Нью-Йорк, Лос-Анджелес, Лондон, Оттава и Монреаль.
Проект стоимостью 7,5 миллионов долларов стартовал в августе 1980 года и продолжался в течение 11 месяцев. Делать звуковую дорожку к фильму Реитман пригласил Ирвинга Азоффе (англ. Irving Azoff), который отобрал 17 лучших треков таких групп, как Black Sabbath, Devo, Sammy Hagar, Nazareth и Grand Funk Railroad. Премьера выпущенного кинокомпанией Columbia TriStar фильма Тяжёлый металл, состоялась в 600 кинотеатрах 7 августа 1981 года, и к концу показа кассовый сбор составил более чем 20 миллионов долларов.

### Heavy Metal 2000
Вдохновлённый успехом первого фильма, новый владелец журнала Heavy Metal Кевин Истман (англ. Kevin Eastman) в конце 1997 года начал работу над анимационным фильмом Тяжёлый металл 2000. Фильм выпущен в 2000 году. Главная героиня фильма — «плохая» бой-баба, увешанная тяжёлым оружием и мечами, которая путешествует по вселенной, пытаясь сохранить своё «семейство» и спасти сестру. Прототипом главной героини стала Джули Стрэйн — жена Кевина Истмана и звезда «Sex Court» Плэйбоя, она же озвучивала фильм. Майкл Айронсайд (англ. Michael Ironside) озвучивает её врага — лорда Тайлера. Билли Айдол здесь дебютировал как мультяшный герой, согласившись сыграть Одина.
По мотивам фильма в 2000 году была выпущена компьютерная игра Heavy Metal: F.A.K.K.², а также Heavy Metal: Geomatrix для консоли Dreamcast.